# Praesens-Film
Die Praesens-Film AG ist eine Schweizer Filmproduktionsgesellschaft und Filmverleih. Das Unternehmen wurde 1924 gegründet und feierte seine grössten Erfolge in den 1930er und 1940er Jahren. Bis zur Gründung der Gloriafilm war die Praesens-Film die einzige grosse Filmproduktionsgesellschaft der Schweiz, die zudem auch internationale Erfolge verzeichnen konnte. Heute ist das Unternehmen die älteste noch bestehende Filmgesellschaft des Landes und vor allem als Filmverleiher eigener und anderer Filmproduktionen tätig.

## Filmproduktion

### Gründung
Der aus der österreichisch-ungarischen Provinz Galizien stammende Brückenbauingenieur Lazar Wechsler und der Schweizer Flugpionier Walter Mittelholzer gründeten die Praesens Film am 19. März 1924 in Zürich mit einem Startkapital von 10.000 Franken. Die Schweiz verfügte damals als eines der letzten Länder Zentraleuropas noch über keine leistungsfähige Filmwirtschaft. Potentielle Filmschaffende blieben entweder am Theater oder wanderten aus, vor allem in das damals grösste Filmproduktionsland Deutschland. Die Praesens-Film sollte dieser landeskulturellen Lücke bald Abhilfe verschaffen. Doch in den ersten Jahren kämpfte das junge Unternehmen noch mit wirtschaftlichen Problemen. Es wurden kurze Werbe- und Städtedokumentarfilme sowie Reklame-Dias und Flugreportagen hergestellt. 1928 erwarb die Praesens-Film in Belgien die Aufführungsrechte aller russischen Filme.
Erst mit Beginn der Tonfilmära begann die Praesens-Film mit einer regelmässigen Filmproduktion. Die erste in Ton hergestellte Filmproduktion war ein Kurzdokumentarfilm mit dem Titel Hello Switzerland (1929).

### Erste Tonfilme
Der erste Spielfilm der Praesens entstand im Jahr 1929 und stellte ob der Thematik und der Professionalität sogleich einen Meilenstein der Schweizer Filmgeschichte dar. Dies ist jedoch mehr einem glücklichen Zufall, oder genauer gesagt den guten Verbindungen Lazar Wechslers, als der Praesens-Film selbst zu verdanken. Dieser machte sich nämlich eine Europareise des berühmten russischen Filmpioniers Sergei Eisenstein zu Nutze. Er gewann ihn für das Filmprojekt, so dass Eisensteins bevorzugter Kameramann Eduard Tissé Regie führte, Grigori Alexandrow das Drehbuch verfasste und Eisenstein selbst die Produktionsleitung übernahm. Der Film wurde bereits im Vorhinein als «meistverbotener Film der Geschichte» beworben, da er gegen das Abtreibungsverbot Stellung nahm, zugleich jedoch meinte, Gebären sei die bessere Alternative.
Erstmals im Ausland von sich reden machte das Unternehmen, als sie den deutschen, sozialistischen Film Kuhle Wampe oder: Wem gehört die Welt? (1931/32) der gerade eben pleitegegangenen Prometheus Film fertigstellte. Bis Mitte der 30er Jahre stellte Wechsler ein begabtes Team von Filmschaffenden für jeden wichtigen Posten einer Filmproduktion, das als Stammteam in den folgenden Jahren viele der Praesens-Filme gemeinsam herstellten. Am bedeutendsten von diesen war zweifellos der im Jahr 1935 vom Zürcher Schauspielhaus geholte Regisseur Leopold Lindtberg, der der Praesens-Film zahlreiche Filmklassiker und auch international ausgezeichnete Inszenierungen bescherte. Des Weiteren gehörten zum Kernteam der Drehbuchautor Richard Schweizer, der Kameramann Emil Berna, der Komponist Robert Blum, und der Filmeditor Hermann Haller.
1933 produzierte die Praesens-Film den ersten dem Genre des Schweizer Films zuzurechnenden Film. Dieser zeichnet sich durch den identitätsstiftenden Schweizer Dialekt und regionalbezogene, meist komische, Inhalte aus. Dazu zählten auch die Kabarettfilme. Lindtbergs erster Film bei der Praesens hiess Jä-soo! und wurde 1935 gemeinsam mit dem Zürcher Walter Lesch inszeniert, da der gebürtige Wiener Lindtberg des Schweizerischen noch nicht so ganz mächtig war. Jä-soo! war ein Kabarettfilm, der aufgrund der abgelesen wirkenden Dialoge und der kaum miteinander verzahnten Szenen eher eine Kabarettaufnahme als ein richtiger Film wirkte. Es folgten noch weitere Kabarettfilme, die beim Schweizer Publikum sehr beliebt waren, was zu einem Gutteil auch an der Besetzung vieler Rollen mit Mitgliedern des Cabaret Cornichons lag.

### Höhenflug und internationale Erfolge

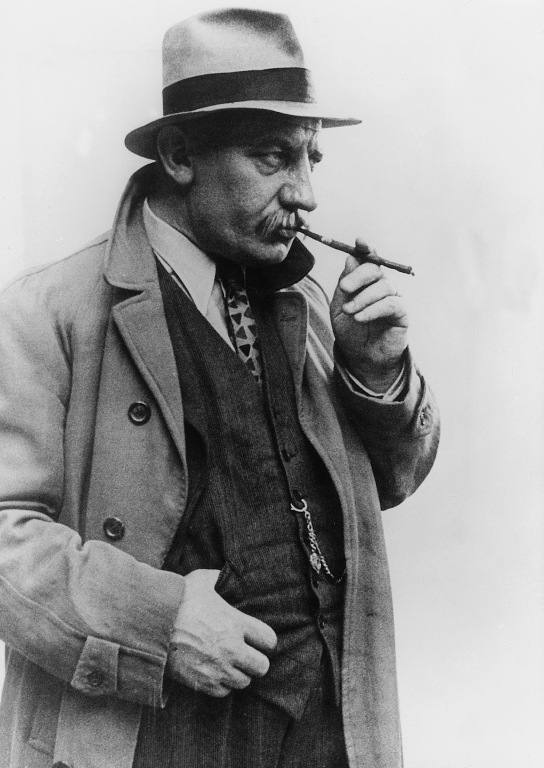
Heinrich Gretler als Wachtmeister Studer im gleichnamigen Film aus dem Jahre 1939, Foto: Emil Berna

1937, als die Schweiz die Kulturoffensive «Geistige Landesverteidigung» (GLV) ausrief, die schweizerisches Kulturschaffen stark förderte, um die nationale Einheit und das Nationalbewusstsein zu erhöhen, konnte der Schweizer Film dank der staatlichen Förderungen erstmals richtig aufblühen. Die erste GLV-Produktion stammte von der Praesens-Film und wurde von Leopold Lindtberg inszeniert: Füsilier Wipf (1938). Weitere sehenswerte Produktionen im Sinne der GLV waren Franz Schnyders Gilberte de Courgenay (1941) und Landammann Stauffacher (1941). Abgesehen von diesen lokalpatriotischen Wehr- und Erbauungsstoffen entstanden auch düstere Kriminalgeschichten mit regionalem Hintergrund und humanistisch geprägte Dramen.

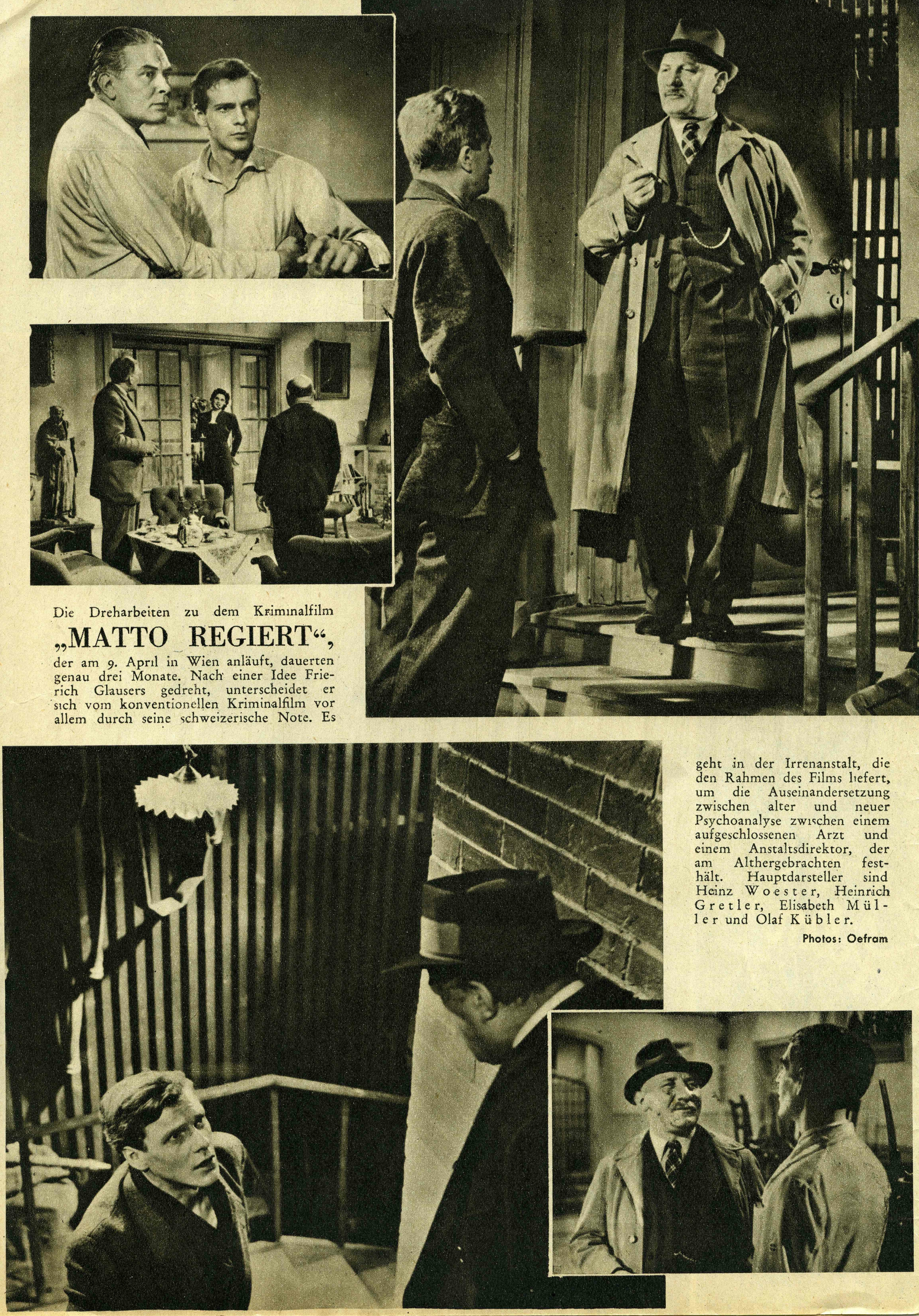
Bildbericht über den Praesensfilm Matto regiert, 2. April 1948

Das 1944 von Leopold Lindtberg inszenierte Drama Marie Louise erhielt sogar einen Oscar für das Drehbuch Richard Schweizers. Die nächste Produktion verschaffte der Praesens-Film einen weiteren internationalen Erfolg. Es handelte sich um die Geschichte von Flüchtlingen verschiedener Ethnien und Glaubensrichtungen die während des Zweiten Weltkrieges in der Schweiz Asyl suchen und nur aufgrund eines Grenzbeamten, der sich aktiv für sie einsetzt, tatsächlich die Grenze passieren dürfen. Dieser 1944 produzierte Film trägt den Titel Die letzte Chance und zählt als einer der ersten und auch einer der wenigen Schweizer Filme, die sich mit der restriktiven Schweizer Einwanderungspolitik während des Zweiten Weltkrieges auseinandersetzt. Der Film lief im November 1945 auch in den USA an und war dort so erfolgreich, dass auch Hollywood auf Lazar Wechsler aufmerksam wurde. Der Praesens-Film standen nun einige Angebote zu internationalen Filmproduktionen ins Haus, und so wurden in den folgenden Jahren mehrere Produktionen mit ausländischen Filmgesellschaften verwirklicht.
Die erste entstand 1947 und hiess Die Gezeichneten (The Search). Es war eine Koproduktion mit der grossen US-amerikanischen Metro-Goldwyn-Mayer. Als Regisseur war Fred Zinnemann tätig. Weitere solcher international ausgerichteten und humanistisch orientierten Produktionen waren Swiss Tour (1949) und der im besetzten Nachkriegs-Wien spielende Die Vier im Jeep (1951) – beide von Lindtberg inszeniert.

### Heimatfilme und erster Schweizer Farbfilm
Nach dem von den Pestalozzi-Dörfern handelnden Film Unser Dorf / The Village (1953) gingen die Produktionen zunehmend zurück. Die internationalen politischen Verschlechterungen, etwa der Kalte Krieg, machten optimistische Produktionen für das Publikum unglaubwürdig und uninteressant. Zudem sorgte das Fernsehen auch in der Schweiz immer mehr für Konkurrenz. Auf das veränderte Publikumsverhalten konnte man rechtzeitig mit dem Schweizer Heimatfilm reagieren. Einer der ersten Filme dieser Art war Heidi (1952). Es folgten weitere Unterhaltungsfilme, unter anderem auch die Heidi-Fortsetzung Heidi und Peter (1954), der erste Schweizer Farbfilm. Ab 1950 etablierten sich ernst zu nehmende Konkurrenten wie die Gloriafilm. Ab den 1960er Jahren war es mit den Erfolgsproduktionen der Praesens-Film vorbei. 1964 erreichte die Krise des Schweizer Films, ausgelöst durch einen starken Publikumsrückgang, ihren Höhepunkt, als nur eine einzige Filmproduktion fertiggestellt wurde. 1966 zog sich der Praesens-Film aus der Filmproduktion zurück.

## Filmverleih
Heute ist die Praesens-Film nicht mehr als Filmhersteller tätig. Es werden nur noch die Erfolgsproduktionen früherer Jahre verwertet sowie Filme anderer Gesellschaften verliehen und vertrieben.

## Ausstellung
- 2024: Close-up. Eine Schweizer Filmgeschichte, Landesmuseum Zürich, 12. Januar bis 21. April 2024.[3]

## Auszeichnungen
Die Praesens-Film sorgte, hauptsächlich zwischen Ende der 1930er Jahre und etwa 1950, für einige der grössten Erfolge der Schweizer Filmgeschichte. Neben Auszeichnungen an allen wichtigen Filmfestivals konnte die Praesens-Film auch vier Oscars für sich und seine Mitarbeiter verbuchen.
Auswahl der Auszeichnungen für Filmproduktionen der Praesens-Film:
1940 Die missbrauchten Liebesbriefe
- ausgezeichnet mit dem Pokal der Biennale Venedig 1940

1944 Marie Louise
- Oscar für das beste Drehbuch von Richard Schweizer

1945 Die letzte Chance
- Golden Globe
- Internationaler Friedenspreis (1946)

1948 Die Gezeichneten (bis heute der Schweizerfilm mit den meisten Auszeichnungen)
- Oscar for the best motion picture story
- Oscar-Nomination für das beste Drehbuch
- Oscar-Nomination für Fred Zinnemann
- Golden Globe (1948)
- Grosser Preis der Vereinten Nationen (1948)
- An dritter Stelle unter den zehn besten Filmen, ausgewählt durch die New Yorker Filmkritiker sowie Dutzende von Preisen aus der ganzen Welt

1950/51 Die Vier im Jeep
- Oscar-Nomination
- Goldener Bär der Stadt Berlin
- Grosser Preis der Vereinten Nationen
- Silberlorbeer des Internationalen Selznick-Preises
- One World Award New York für ausserordentliche Leistungen

1952 Heidi
- 1. Preis des Internationalen Jugendfilmfestivals an der Biennale Venedig
- Preis des Jugendfilmfestivals Triest (1953)

1952/53 Unser Dorf
- Silberlorbeer des Internationalen Selznick-Preises
- Bronzener Bär der Stadt Berlin

1958 Es geschah am hellichten Tag
- 4 erste Preise der Filmkritiker von Barcelona als bester Film des Jahres.
- Von den Schweizer Filmjournalisten als viertbester Film des Jahres gewählt.
- Filmpreis der Stadt Zürich

## Filmografie (Auswahl)
- 1926: Bern
- 1927: Zürich und der Zürichsee
- 1927: Basel
- 1928: Die Uhrenfabrikation
- 1929: Das genossenschaftliche Zürich (abrufbar beim Schweizerischen Sozialarchiv)
- 1929: Hallo Switzerland!
- 1930: Frauennot – Frauenglück
- 1931: Feind im Blut
- 1932: Kuhle Wampe oder: Wem gehört die Welt?
- 1932: Tannenberg
- 1933: Wie d’Warret würkt
- 1935: Jä-soo!
- 1937: So lebt China (Reisereportage)[4]
- 1938: Füsilier Wipf
- 1939: Kriminalkommissar Studer (Wachtmeister Studer)
- 1940: Fräulein Huser
- 1940: Die missbrauchten Liebesbriefe
- 1941: Gilberte de Courgenay
- 1941: Landammann Stauffacher
- 1942: Das Gespensterhaus
- 1942: Der Schuss von der Kanzel
- 1943: Wilder Urlaub
- 1944: Marie-Louise
- 1944: Der unbekannte Feind
- 1945: Die letzte Chance
- 1947: Matto regiert
- 1948: Die Gezeichneten
- 1949: Swiss Tour
- 1950: Fliegt Ballone!
- 1950: Schweizer weben Wolle
- 1951: Die Vier im Jeep
- 1952: Heidi
- 1953: Unser Dorf
- 1954: Der Prozess der Zwanzigtausend
- 1955: Heidi und Peter
- 1955: … Und ewig ruft die Heimat (Uli der Pächter)
- 1956: Das Lied der Heimat (Zwischen uns die Berge)
- 1957: Taxichauffeur Bänz
- 1958: Es geschah am hellichten Tag
- 1958: Das verwechselte Bild
- 1958: Eine Rheinfahrt, die ist lustig (Zum goldenen Ochsen)
- 1959: Hinter den sieben Gleisen
- 1960: Der Teufel hat gut lachen
- 1960: Ostfriesland findet Arbeit
- 1961: Die Ehe des Herrn Mississippi
- 1961: Die Schatten werden länger
- 1961: Es Dach überem Chopf (zusammen mit Gloriafilm)
- 1962: Anne Bäbi Jowäger (zusammen mit Neue Film AG)
- 1962: Der 42. Himmel (zusammen mit Gloriafilm)
- 1962: Schneewittchen und die sieben Gaukler
- 1963: Im Parterre links (zusammen mit Gloriafilm)
- 1963: Der Sittlichkeitsverbrecher
- 1966: Angeklagt nach § 218 (Der Arzt stellt fest…)
- 1974: Die neun Leben von Fritz the Cat
- 1974: Callan / Agente Callan, spara a vista!
- 1975: Frankensteins Spukschloß
- 1977: Herausforderungen des Lebens
- 1977: Pestalozzis Berg
- 1990: Naked Tango
- 2012: Zwischen allen Stühlen
- 2019: Minuscule 2: Mandibles From Far Away
- 2020: Terrible Jungle
- 2020: 5ème set
- 2022: Paradise Highway
- 2022: Paradies
- 2022: Klima Killer
- 2023: Minuscule: Red Ants Strike Back